# 河原崎しづ江
河原崎 しづ江（かわらざき しづえ、1908年1月25日 - 2002年1月1日）は、日本の女優。初期の芸名は山岸 静江（後に山岸 しづ江）など。しづ江をしず江と表記することもある。

## 略歴・人物
石川県出身。1923年、帝国劇場附属技芸学校（帝国女優養成所）の7期生として卒業。同期に飯島綾子らがいる。子爵家の長男大河内信威と結婚し、男児・信具を儲ける。1931年、前進座の創設に参加し、山岸しづ江の芸名で舞台に立った他、1933年以降は前進座がユニット出演した映画に出演した。1932年に夫の信威が共産党事件で逮捕される。
信威とは離婚し、1936年、前進座座員の河原崎長十郎と結婚。1949年、日本民主主義文化連盟の雑誌「働く婦人」に「私の歩いた道」を寄稿。1968年、劇団を離れ、数本の映画やテレビドラマに出演。1971年公開の映画『儀式』が最後の出演作となった。

## 出演映画
- 段七しぐれ（1933年、大日本自由映画プロ）
- 街の入墨者（1935年、日活） - おきち
- 清水次郎長（1935年、太秦発声） - お六
- 河内山宗俊（1936年、日活） - お静
- 股旅千一夜（1936年、日活）
- 戦国群盗伝（1937年、P.C.L） - 田鶴
- 人情紙風船（1937年、P.C.L） - おたき
- 阿部一族（1938年、東宝） - 登枝
- 逢魔の辻 江戸の巻（1938年、東宝映画東京＝前進座） - おたみ
- 幡随院長兵衛（1940年、南旺映画＝前進座） - お金
- 元禄忠臣蔵 前篇（1941年、松竹） - 大石妻おりく
- どっこい生きてる（1951年、新星映画社） - 妻・さと
- 箱根風雲録（1952年、新星映画社）
- ひろしま（1953年、日教組） - 遠藤よし子
- 蟹工船（1953年、現代ぷろだくしょん） - 母親
- 美女と怪龍（1955年、東映） - 滝野
- 心中天網島（1969年、ATG） - 叔母
- 儀式（1971年、ATG） - 桜田富子

## エピソード
しづ江は、河原崎長十郎と結婚する前、理化学研究所第3代所長・理研産業団創始者で貴族院議員を務めた大河内正敏の長男・大河内信威（日本プロレタリア科学同盟の書記長）の妻であったが、信威が獄中にいる時、河原崎長十郎と結婚することになった。

## 家族
長十郎との間に生まれた子は、長男・次男・三男が俳優の河原崎長一郎・河原崎次郎・河原崎建三兄弟である。しづ江の妹の山岸美代子も女優であり、その娘（しづ江の姪）は女優の岩下志麻である。